# 怜香伴
《怜香伴》是中国清代著名剧作家李渔所著《笠翁传奇十种》中剧目之一，讲述了中国古代一段佳人爱慕佳人的奇特姻缘。

## 故事梗概
扬州书生范介夫的妻子崔笺云新婚满月去雨花庵烧香，邂逅小她两岁的乡绅小姐曹语花。崔笺云恋慕曹语花的体香，曹语花爱怜崔笺云的诗才，两人互定终生。崔笺云、曹语花历经波折，最终在皇帝的恩准之下，不分妻妾，并封为范氏夫人。

## 戏曲
1954年，改编为京剧。
2010年，在李渔诞辰400周年之际，改编为昆曲《怜香伴》，并在2010年5月被邀请至芬兰赫尔辛基和伊萨尔米两地演出。

## 外部連結
- YouTube上的京劇《憐香伴》1/2， 根據1957年錄音配像。崔箋雲，錄音：張君秋，配像：王蓉蓉；崔介夫，錄音：劉雪濤，配像：劉雪濤。
- YouTube上的京劇《憐香伴》2/2， 根據1957年錄音配像。崔箋雲，錄音：張君秋，配像：王蓉蓉；崔介夫，錄音：劉雪濤，配像：劉雪濤。